# William Dick (homme politique britanno-colombien)
Pour les articles homonymes, voir William Dick et Dick.
William Robert Dick (1er septembre 1878–1er juin 1961) est un homme politique canadien de la Colombie-Britannique. Il est député provincial conservateur de la circonscription britanno-colombienne de Vancouver City de 1928 à 1933.
Dick meurt à Burnaby en juin 1961 à l'âge de 82 ans.